# Dzsehutihotep (nomoszkormányzó)
Dzsehutihotep ókori egyiptomi hivatalnok, a felső-egyiptomi 15. nomosz, Wenet kormányzója a XII. dinasztia idején. Egy nagy hatalmú kormányzócsalád utolsó tagja, aki betöltötte ezt a pozíciót, mielőtt III. Szenuszert csökkentette a helyi kormányzók hatalmát. Díszes sírjának jellegzetessége, hogy ábrázolja azt a módszert, amivel egy kolosszust vontattak.

## Élete
Dzsehutihotep II. Amenemhat, II. Szenuszert és III. Szenuszert uralkodása alatt élt, és a középbirodalom korának egyik legnagyobb hatalmú nomoszkormányzója volt. Sírja (az egyetlen a Deir el-Bersa-i nekropoliszban, amelyben nem tettek kárt a későbbi kőfejtő munkálatok által használt robbanószerek) kiváló minőségű díszítéséről híres, melyet egy Amenianhu nevű művész készített. Ez alapján feltételezhető, hogy Dzsehutihotep még azelőtt halt meg, hogy III. Szenuszert komoly intézkedésekkel csökkentette volna a nomoszkormányzók hatalmát.
Az óbirodalom végére a nomoszkormányzói tisztség családon belül kezdett öröklődni, és a kormányzók gyakorlatilag helyi kiskirályok lettek, bár névleg a fáraótól függtek. Ez a helyzet túlkapásokhoz és hatalmi visszaélésekhez, majd az első átmeneti kor idején a központi hatalom összeomlásához vezetett. A XI. dinasztiához tartozó II. Montuhotep újraegyesítette az országot, de csak III. Szenuszert uralma alatt került sor a nomoszkormányzók hatalmának megnyirbálására, hogy többé ne tudják veszélyeztetni az egyiptomi állam egységét.
Dzsehutihotep családjában is nemzedékeken keresztül öröklődött a nomoszkormányzói tisztség. Apja egy Kai nevű hivatalnok, anyja neve Szatheperka. Kai fivérei, IV. Dzsehutinaht és Amenemhat mindketten a nomosz kormányzói lettek, bár maga Kai nem. Dzsehutihotep feleségét Hathorhotepnek hívták, szülei neve ismeretlen. Számos gyermekük ismert, de ők már nem lettek kormányzók.
Dzsehutihotep sírja bejáratának két mészkőtömbje ma a firenzei Nemzeti Régészeti Múzeumban van kiállítva (katalógusszám: 7596 és 7597); Ernesto Schiaparelli vásárolta meg őket 1891-92-ban. A rajtuk szereplő szöveg felsorolja Dzsehutihotep hivatali és papi címeit: „Királyi kincstárnok”, „A király egyetlen barátja”, „A papok elöljárója” és „Wenet nomosz nagyura” [=nomoszkormányzó]. A szöveg alatt alakját is ábrázolják.

### A szánon húzott kolosszus
Dzsehutihotep sírjában egy híres kép az őt ábrázoló, hatalmas kolosszus szállítását ábrázolja. A kb. 6,8 méter magas kolosszust 172 munkás húzta kötelekkel egy szánon, mely elé vizet öntöttek. Ezt a módszert az egyiptológusok korábban nem tartották hatékonynak, és úgy vélték, csak rituális célokból öntötték a kolosszus elé a vizet, mára azonban bebizonyosodott, hogy a víz arra szolgált, hogy növelje a homok keménységét, és akár 50%-kal is csökkenthette a kolosszus elmozdításához szükséges erőt. A kolosszust, melynek becsült súlya 58 tonna lehetett, egy írnok faragta, Szipa, Hennahtanh fia. Maga a kolosszus nem került elő, és ábrázolását a sírban 1890-ben vandál módon elpusztították, a ma létező rajzok egyetlen fénykép alapján készültek, melyet 1889-ben készített róla egy bizonyos Brown őrnagy.

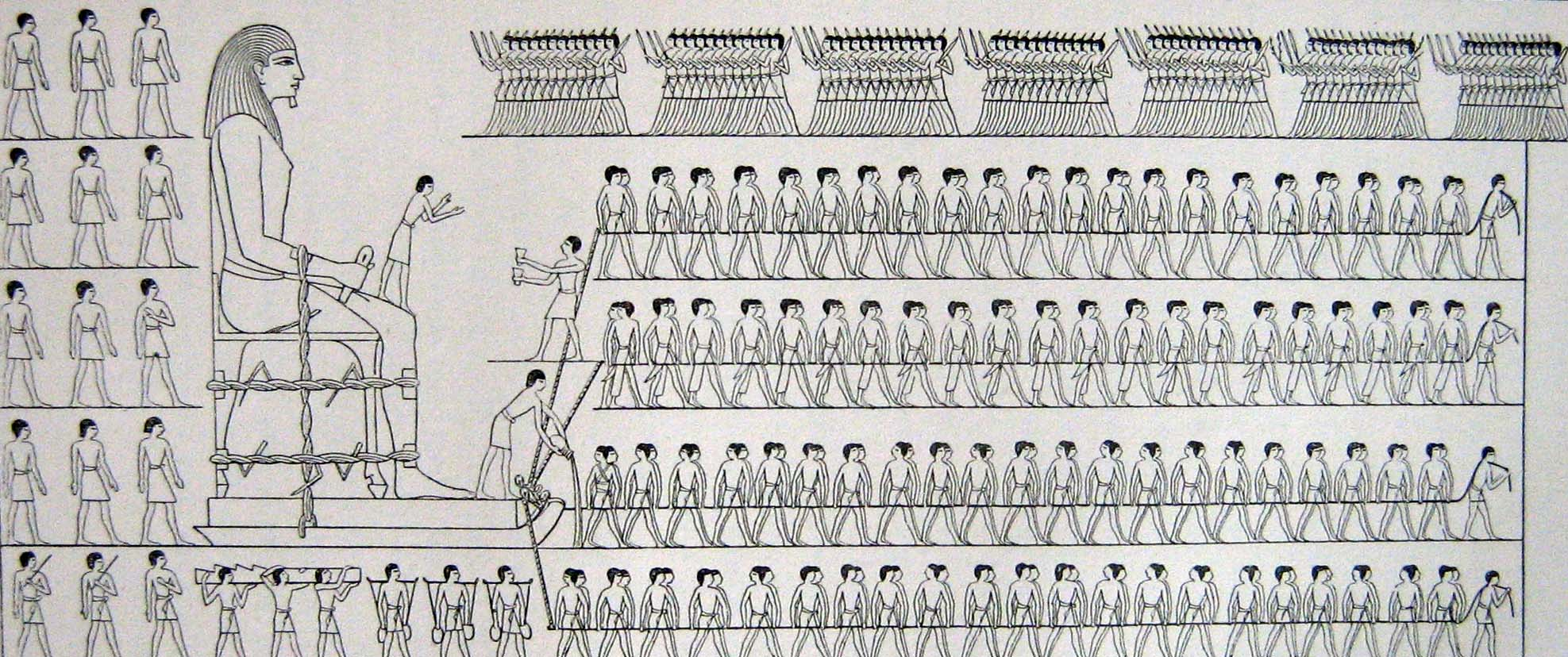
A kolosszus szállításának rajza.

## Fordítás
- Ez a szócikk részben vagy egészben  a   Djehutihotep című angol Wikipédia-szócikk ezen változatának fordításán alapul.  Az eredeti cikk szerkesztőit annak laptörténete sorolja fel. Ez a jelzés csupán a megfogalmazás eredetét és a szerzői jogokat jelzi, nem szolgál a cikkben szereplő információk forrásmegjelöléseként.